# 하정원
하정원(1942년 4월 20일 ~ )은 조선민주주의인민공화국의 전직 축구 선수이다. 현역 시절 포지션은 수비수였다.